# Ai Kayano
Ai Kayano (茅野 愛衣, Kayano Ai, Tóquio, 13 de setembro de 1987) é uma dubladora e cantora japonesa, afiliada da Pro-Fit.

## Trabalhos

### Anime
2010
- Durarara!! (Maomin - ep 22)
- Senkō no Night Raid (Gato - ep 4)
- Toaru Majutsu no Index II (Itsuwa, Repórter - ep 8, Estudante - ep 23)

2011
- Ano Hi Mita Hana no Namae o Bokutachi wa Mada Shiranai (Meiko "Menma" Honma)[1][2]
- Ben-To (Ume Shiraume)
- Chihayafuru (Kanade Ōe)
- Deadman Wonderland (Hinata Mukai)[1]
- Yumekui Merry (Isana Tachibana)[1]
- Freezing (Violet el Bridget)[1]
- Guilty Crown (Inori Yuzuriha, Mana Ōma)
- Kami-sama no Memo-chō (Ayaka Shinozaki)[1]
- Kamisama Dolls (Shiba Hibino)[1]
- Last Exile: Ginyoku no Fam (Milia Il Velch Cutrettola Turan)
- Nekogami Yaoyorozu (Sasana Shōsōin)
- Ro-Kyu-Bu! (Tae Mishouji)
- Sket Dance (Roman Saotome)[1]
- Shakugan no Shana III Final (Chiara Toscana)

2012
- Aquarion Evol (Mikono Suzushiro)
- Ano Natsu de Matteru (Kaori Kinoshita)
- Girls und Panzer (Saori Takebe)
- Hyōka (Mayaka Ibara)
- Medaka Box (Kikaijima Mogana)
- Lagrange: The Flower of Rin-ne (Muginami)
- Touhou Musou Kakyou 2 (Yuyuko Saigyouji)
- Suki-tte Ii na yo. (Mei Tachibana)
- Sakura-sō no Pet na Kanojo (Mashiro Shiina)

2013
- Ai Mai Mi (Ponoka)
- Chihayafuru 2 (Kanade Ōe)
- Gargantia on the Verdurous Planet (Saaya)
- Golden Time (Linda/Nana Hayashida)
- Infinite Stratos 2 (M/Madoka Orimura)
- Jewelpet Happiness (Rossa)
- Mangirl! (Shinobu Fujimori)
- Nagi no Asukara (Chisaki Hiradaira)
- Oreshura (Ai Fuyuumi)
- Ro-Kyu-Bu! SS (Tae Mishōji)
- Senki Zesshō Symphogear G (Kirika Akatsuki)
- Senran Kagura (Yomi)
- Senyu (Ruki)
- Senyu (Part 2) (Ruki)
- Servant x Service (Lucy Yamagami)
- Stella Women’s Academy, High School Division Class C³ (Karila Hatsuse)
- Super Seisyun Brothers (Saitou Mako)
- Unbreakable Machine-Doll (Irori)
- Valvrave the Liberator (Aina Sakurai, Pino)
- Valvrave the Liberator Second Season (Pino)
- Yozakura Quartet ~Hana no Uta~ (V. Lila F.)
- Yuyushiki (Chiho Aikawa)

2014
- Kanojo ga Flag o Oraretara (Akane Mahōgasawa)
- No Game No Life (Shiro)
- Selector Infected WIXOSS (Hitoe Uemura)[3]
- Strike the Blood (Misaki Sasasaki)
- Witch Craft Works (Kasumi Takamiya)
- Romantica Clock (Akane Kajiya)
- Ao Haru Ride (Yūri Makita)[4]
- Captain Earth (Hana Muto)
- The World is Still Beautiful (Nia Remercier)
- Ōkami Shōjo to Kuro Ōji (Ayumi Sanda)
- Terra Formars (Sheila Levitt)
- Madan no Ō to Vanadis (Sophia Obertas)

2015
- Saenai Heroine no Sodatekata (Utaha Kasumigaoka)
- Fairy tail (Kyôka)

### OVA
- Princess Resurrection (Sawawa Hiyorimi)
- Zetsumetsu Kigu Shōjo Amazing Twins (Kozumi)

### Jogos
- Final Fantasy XIV (Y'shtola)
- Guilty Crown: Lost Christmas (Mana Ouma)
- Ima Sugu Oniichan ni Imouto da tte Iitai! (Mao Shigemori)
- Nayuta no Kiseki (Noi)
- Senran Kagura (Yomi)
- Shining Resonance (Rinna Mayfield)
- Super Dangan Ronpa 2 (Mikan Tsumiki)
- Tales of Zestiria (Alicia)
- Tokyo Babel (Eve)
- Octopath Traveler (Ophilia Clement)
- Fate/Grand Order (Murasaki Shikibu)
- Pokémon Masters (Erika)
- Dragon Quest X

## Discografia

### Álbuns
- Kimi ni Matsuwaru Mystery (com Satou Satomi) (22 de agosto de 2012)

Faixas:
1. "Kimi ni Matsuwaru Mystery" (君にまつわるミステリ)
2. "Fade in/out"
3. "Kimi ni Matsuwaru Mystery (Inst.)" (君にまつわるミステリインストルメンタル)
4. "Fade in/out (Inst.)"

#### Singles
- Secret base ~君がくれたもの~ (10 years after Ver.) (encerramento de Ano Hi Mita Hana no Namae o Bokutachi wa Mada Shiranai) (com Tomatsu Haruka e Hayami Saori)
- Madoromi no Yakusoku (encerramento de Hyouka) (com Satou Satomi)
- Kimi ni Matsuwaru Mystery (encerramento de Hyouka) (com Satou Satomi)
- Jersey-Bu Tamashi! (encerramento de Rinne no Lagrange) (com Seto Asami e Ishihara Kaori)
- Enter Enter MISSION! (encerramento de Girls und Panzer) (com Fuchigami Mai, Ozaki Mami, Nakagami Ikumi e Iguchi Yuka)
- Girlish Lover (abertura e encerramento de Ore no Kanojo to Osananajimi ga Shuraba Sugiru) (com Akasaki Chinatsu, Tamura Yukari e Kanemoto Hisako)
- Kimi ga Yume wo Tsuretekita (abertura de Sakurasou no Pet na Kanojo) (com Nakatsu Mariko e Takamori Natsumi)
- Yamiyo wa Otome wo Hana ni Suru (encerramento de Senran Kagura) (com Kitamura Eri, Shiraishi Ryouko, Gotou Saori e  Toyoguchi Megumi)
- May I Help You? (abertura de Servant x Service) (com Nakahara Mai e Toyosaki Aki)
- Hachimitsu Doki (encerramento de Servant x Service)
- Hajikero! C3! (encerramento de Stella Jogakuin Koutou-ka C³-bu) (com Makino Yui, Sawashiro Miyuki, Saitou Chiwa, Nishizaki Rima e Yonezawa Madoka)

## Ligações Externas
- Ai Kayano  na enciclopédia do Anime News Network (em inglês)